# 카데나초
카데나초(독일어: Cadenazzo)는 스위스 티치노주의 벨린초나구에 있는 시정촌이다. 2005년 3월 13일 로바사코(Robasacco)의 이전 독립 시정촌은 카데나초로 흡수되었다.

## 역사
카데나초는 1335년 Hospitallis de Cadenazio가 언급되었을 때 Catenacii로 처음 언급되었다. 중세 성의 존재 여부는 의심스럽다. 벨린초나의 산 피에트로 대학 교회는 1438년까지 마을의 일부를 소유했다. 카데나초의 산 피에트로 마르티레 예배당은 13세기에 지어졌을 수 있지만 예배당에 대한 가장 오래된 언급은 1363년이다. 그러나 예배당은 현대까지 살아남지 못하고 그 위치를 알 수 없다. 1442년에 카데나초는 벨린초나의 모교회에서 분리되어 이웃 마을인 S. 안토니노의 본당에 합류했다. 그들은 1830년까지 공동 교구의 일부로 남아 있었다.
한때 지배적이었지만 수익성이 높지 않은 농업은 여전히 마가디노 계곡에서 흔히 볼 수 있다. 티치노 강의 수정 후 작물 수확량이 증가했다. 1973년부터 카데나초는 농생태학 및 농업을 위한 스위스 연방 연구소의 한 지점이 되었다. 일부 산업 기업, 상점과 기차역 부근의 창고로 인해 카데나초는 주변 지역 사회에서 통근자를 끌어들이다.

## 지리
카데나초의 면적은 1997년 기준으로 8.37k㎡이다. 이 면적 중 2.47k㎡ (29.5%)가 농업 목적으로 사용되는 반면 2.05k㎡ (24.5%)는 삼림으로 사용된다. 나머지 토지 중 1.25k㎡ (14.9%)가 정착(건물 또는 도로), 0.11k㎡ (1.3%)가 강 또는 호수이고 0.1k㎡ (1.2%)는 비생산적인 토지이다.
건축면적 중 공업용 건물이 전체 면적의 3.7%, 주택과 건물이 4.9%, 교통 기반 시설이 5.1%를 차지했다. 숲이 우거진 토지 중 전체 토지의 22.8%는 숲이 우거져 있고 1.1%는 과수원이나 작은 나무 군락으로 덮여 있다. 농경지 중 20.8%는 작물 재배에 사용되며 3.8%는 과수원이나 덩굴 작물에, 4.9%는 고산 목초지에 사용된다. 시정촌의 모든 물은 흐르는 물이다. 비생산적인 지역 중 1.1%는 비생산적인 식물이다.
시정촌은 몬테 체네리의 북쪽 기슭을 따라 길을 따라 벨린초나구에 위치해 있다.

## 인구통계

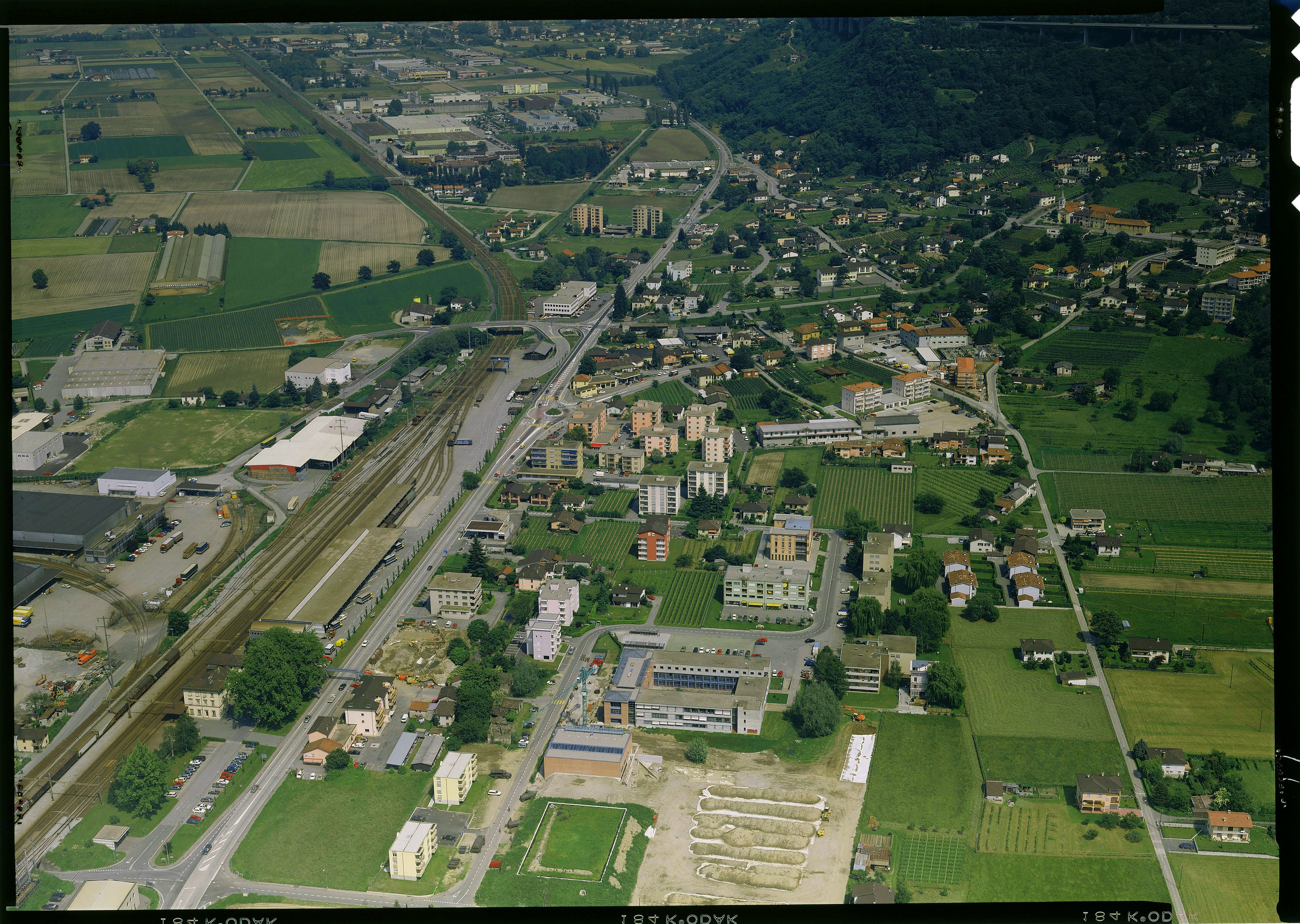
공중뷰

2020년 12월 기준, 카데나초의 인구는 2,998명이다. 2008년 기준으로 인구의 36.2%가 외국인이다. 1997년부터 2007년까지 지난 10년 동안 인구는 18.9%의 비율로 변화했다. 대부분의 인구(2000년 기준)는 이탈리아어(81.4%)를 사용하며, 독일어가 두 번째(5.2%)로 많이 사용되고, 알바니아어가 세 번째(3.3%)로 사용된다.
2000년 기준, 스위스의 공용어 중 92명은 독일어, 27명은 프랑스어, 1,417명은 이탈리아어, 1명은 로만슈어를 사용한다. 나머지(218명)는 다른 언어를 사용한다.
2008년 기준으로 인구의 성별 분포는 남성 51.2%, 여성 48.8%이다. 인구는 749명의 스위스 남성(인구의 31.9%)과 453명(19.3%)의 비스위스계 남성으로 구성되었다. 스위스 여성은 759명(32.3%), 비스위스계 여성은 386명(16.4%)이었다.
2008년에는 스위스 시민이 15명, 비스위스계 시민이 5명이었고, 같은 기간에 스위스 시민이 10명, 비스위스계 시민이 3명이었다. 이민과 이주를 무시하면 스위스 시민의 인구는 5명 증가했고, 외국인 인구는 2명 증가했다. 스위스에서 다른 국가로 이주한 스위스 남성 2명, 스위스에서 다른 국가로 이주한 스위스 여성 2명, 스위스인이 아닌 남성 13명 스위스에서 다른 나라로 이주한 12명의 비스위스계 여성과 스위스에서 다른 나라로 이주한 12명의 여성이 있었다. 2008년 전체 스위스 인구 변화(모든 출처에서)는 76명이 증가했고, 비스위스계 인구 변화는 3명 감소했다. 이는 3.3%의 인구 증가율을 나타낸다.
2009년 현재 카데나초의 연령 분포는 다음과 같다. 256명 또는 인구의 10.9%가 0세에서 9세 사이이고 255명 또는 10.9%가 10세에서 19세 사이이다. 성인 인구 중 333명 또는 인구의 14.2%인 20세에서 29세 사이이다. 330명(14.1%)은 30~39세, 427명(18.2%)은 40~49세, 345명(14.7%)은 50~59세이다. 고령자 분포는 196명(인구의 8.4%)이 60세 이상이다. 69세는 115명(70~79세는 4.9%), 80세 이상은 90명(3.8%)이다.
2000년 기준으로 시정촌에는 741가구, 가구당 평균 2.4가구가 있다. 2000년 기준 단독주택은 총 405동 중 274호(전체의 67.7%)였다. 2세대(13.6%)가 55채, 다가구(10.1%)가 41채였다. 또한 시정촌에는 다목적 건물(주거 및 상업용 또는 기타 목적으로 사용)인 35개의 건물이 있었다.
2008년 시정촌 공실률은 1.33%였다. 2000년에는 시정촌에 805개의 아파트가 있었다. 이 중 상가주택은 총 683세대(전체의 84.8%), 비수기형은 99세대(12.3%), 공실은 23세대(2.9%)였다. 가장 흔한 아파트 규모는 방 4개짜리 아파트가 293개였다. 1인실 아파트가 27개, 5개 이상 아파트가 134개였다. 2007년 기준 신규주택 건설률은 인구 1,000명당 28.6세대이다.
역사적 인구는 다음 표에 나와 있다.
| 년도 | 인구  |
| ---- | ----- |
| 1698 | 191   |
| 1784 | 200   |
| 1850 | 216   |
| 1900 | 333   |
| 1950 | 621   |
| 1990 | 1,500 |
| 2000 | 1,755 |

## 종교
2000년 인구 조사에 따르면 1,298명(74.0%)이 로마 가톨릭 신자이고, 95%(5.4%)가 스위스 개혁 교회에 속해 있다. 다른 교회(인구조사에 등재되지 않음)에 속해 있는 개인은 302명(인구의 약 17.21%)이고, 질문에 응답하지 않은 개인은 60명(인구의 약 3.42%)이다.

## 정치
2007년 연방 선거에서 가장 인기 있는 정당은 38.74%의 득표율을 기록한 FDP였다. 다음으로 가장 인기 있는 세 정당은 CVP (23.01%), 티치노 리그 (13.22%) 및 SP (11.64%)였다. 연방 선거는 총 479표를 득표했고, 투표율은 42.3%였다.
2007년 대평의회 선거에서 카데나초에는 총 1,113명의 등록 유권자가 있었고, 그중 731명(65.7%)이 투표했다. 11개의 백지 투표와 1개의 무효 투표가 이루어졌으며 선거에서 719개의 유효한 투표용지가 남았다. 가장 인기 있는 정당은 252표(35.0%)를 얻은 PLRT였다. 다음으로 가장 인기 있는 세 파티는 다음과 같다. PPD + GenGiova(124 또는 17.2%), SSI(118 또는 16.4%) 및 LEGA ( 94 또는 13.1%).
2007년 국무위원 선거에서 5개의 공백 투표용지와 2개의 무효 투표용지가 있었으며 선거에서 724개의 유효한 투표용지가 남았다. 가장 인기 있는 정당은 236표(32.6%)를 얻은 PLRT였다. 다음으로 가장 인기 있는 세 파티는 다음과 같다. LEGA(152 또는 21.0% 포함), PPD(130 또는 18.0% 포함) 및 SSI(88 또는 12.2% 포함).

## 경제
2007년 현재 카데나초의 실업률은 5.58%이다. 2005년 현재 1차 경제 부문에 83명이 고용되어 있으며, 이 부문에 약 20개 기업이 참여하고 있다. 181명이 2차 부문에 고용되어 있고, 이 부문에 27개의 기업이 있다. 634명이 3차 부문에 고용되어 있으며, 이 부문에는 112개의 기업이 있다.
897명의 지자체 거주자가 일부 용량으로 고용되었으며, 그중 여성이 노동력의 36.8%를 차지했다. 2000년에는 시정촌으로 통근하는 근로자가 917명, 출퇴근하는 근로자가 600명이었다. 지자체는 근로자를 순수입하며, 1명이 전출할 때마다 약 1.5명의 근로자가 지자체에 전입된다. 카데나초에 들어오는 인력의 약 13.0%가 스위스 외부에서 왔다. 근로 인구의 8.4%가 대중교통을 이용하여 출퇴근하고, 52.7%가 자가용을 이용하였다.
2009년 현재 카데나초에는 1개의 호텔이 있다.

## 기후
1961년과 1990년 사이에 카데나초는 연간 평균 103일의 비 또는 눈이 내렸고 평균 1,772mm의 강수량을 기록했다. 가장 습한 달은 5월로 Magadino에 평균 211mm의 비나 눈이 내렸다. 이 달 동안 평균 강수량은 12.9일이었다. 일년 중 가장 건조한 달은 12월로 5.5일 동안 평균 강수량이 67mm이다.
| 마가디노/카데나초(1981-2010)의 기후 | 마가디노/카데나초(1981-2010)의 기후 | 마가디노/카데나초(1981-2010)의 기후 | 마가디노/카데나초(1981-2010)의 기후 | 마가디노/카데나초(1981-2010)의 기후 | 마가디노/카데나초(1981-2010)의 기후 | 마가디노/카데나초(1981-2010)의 기후 | 마가디노/카데나초(1981-2010)의 기후 | 마가디노/카데나초(1981-2010)의 기후 | 마가디노/카데나초(1981-2010)의 기후 | 마가디노/카데나초(1981-2010)의 기후 | 마가디노/카데나초(1981-2010)의 기후 | 마가디노/카데나초(1981-2010)의 기후 | 마가디노/카데나초(1981-2010)의 기후 |
| 월                                  | 1월                                 | 2월                                 | 3월                                 | 4월                                 | 5월                                 | 6월                                 | 7월                                 | 8월                                 | 9월                                 | 10월                                | 11월                                | 12월                                | 연간                                |
| ----------------------------------- | ----------------------------------- | ----------------------------------- | ----------------------------------- | ----------------------------------- | ----------------------------------- | ----------------------------------- | ----------------------------------- | ----------------------------------- | ----------------------------------- | ----------------------------------- | ----------------------------------- | ----------------------------------- | ----------------------------------- |
| 일평균 최고 기온 °C (°F)            | 6.1 (43.0)                          | 8.6 (47.5)                          | 13.8 (56.8)                         | 16.9 (62.4)                         | 21.2 (70.2)                         | 25.1 (77.2)                         | 27.6 (81.7)                         | 26.7 (80.1)                         | 22.2 (72.0)                         | 16.7 (62.1)                         | 10.8 (51.4)                         | 6.5 (43.7)                          | 16.9 (62.4)                         |
| 일일 평균 기온 °C (°F)              | 0.9 (33.6)                          | 3.0 (37.4)                          | 7.9 (46.2)                          | 11.5 (52.7)                         | 15.7 (60.3)                         | 19.5 (67.1)                         | 21.7 (71.1)                         | 20.8 (69.4)                         | 16.7 (62.1)                         | 11.6 (52.9)                         | 5.8 (42.4)                          | 1.7 (35.1)                          | 11.4 (52.5)                         |
| 일평균 최저 기온 °C (°F)            | −3.4 (25.9)                         | −2.0 (28.4)                         | 1.7 (35.1)                          | 5.5 (41.9)                          | 10.4 (50.7)                         | 13.8 (56.8)                         | 15.8 (60.4)                         | 15.3 (59.5)                         | 11.6 (52.9)                         | 7.0 (44.6)                          | 1.4 (34.5)                          | −2.5 (27.5)                         | 6.2 (43.2)                          |
| 평균 강수량 mm (인치)               | 70 (2.8)                            | 59 (2.3)                            | 91 (3.6)                            | 188 (7.4)                           | 227 (8.9)                           | 186 (7.3)                           | 164 (6.5)                           | 178 (7.0)                           | 220 (8.7)                           | 186 (7.3)                           | 173 (6.8)                           | 89 (3.5)                            | 1,832 (72.1)                        |
| 평균 강설량 cm (인치)               | 14 (5.5)                            | 3.9 (1.5)                           | 0.9 (0.4)                           | 0 (0)                               | 0 (0)                               | 0 (0)                               | 0 (0)                               | 0 (0)                               | 0 (0)                               | 0 (0)                               | 0.2 (0.1)                           | 11.1 (4.4)                          | 30.1 (11.9)                         |
| 평균 강수일수 (≥ 1.0 mm)            | 4.7                                 | 4.3                                 | 6.1                                 | 10.2                                | 12.6                                | 10.2                                | 8.6                                 | 9.7                                 | 8.4                                 | 9.4                                 | 8.0                                 | 6.4                                 | 98.6                                |
| 평균 강설일수 (≥ 1.0 cm)            | 1.3                                 | 1                                   | 0.3                                 | 0                                   | 0                                   | 0                                   | 0                                   | 0                                   | 0                                   | 0                                   | 0.1                                 | 1.2                                 | 3.9                                 |
| 평균 상대 습도 (%)                  | 76                                  | 70                                  | 62                                  | 66                                  | 70                                  | 69                                  | 69                                  | 72                                  | 76                                  | 81                                  | 78                                  | 78                                  | 72                                  |
| 평균 월간 일조시간                  | 128                                 | 139                                 | 186                                 | 179                                 | 191                                 | 228                                 | 261                                 | 243                                 | 189                                 | 143                                 | 111                                 | 104                                 | 2,102                               |
| 출처: MeteoSwiss                    |                                     |                                     |                                     |                                     |                                     |                                     |                                     |                                     |                                     |                                     |                                     |                                     |                                     |

## 교육
카데나초에서는 인구의 약 55.2%(25-64세 사이)가 비필수 고등교육 또는 추가 고등교육(대학교 또는 응용학문대학)을 완료했다.
카데나초에는 총 440명의 학생이 있다(2009년 기준). 티치노 교육 시스템은 최대 3년의 비필수 유치원을 제공하며 카데나초에는 유치원에 다니는 62명의 어린이가 있다.
초등학교 프로그램은 5년 동안 지속되며 표준 학교와 특수 학교가 모두 포함된다. 시정촌에서는 137명의 학생이 표준 초등학교에 다니고 11명의 학생이 특수 학교에 다니고 있다. 중학교 시스템에서 학생들은 2년 중학교에 다니고 2년 예비 견습과정을 거치거나 고등 교육을 준비하기 위해 4년 프로그램에 참석한다. 중학교 2년제 119명, 예비실습 1명, 4년제 고급과정 19명이다.
상위 중등학교에는 여러 옵션이 있지만, 상위 중등 프로그램이 끝나면 학생은 직업을 찾거나 대학에 진학할 준비가 된다. 티치노에서 직업 학생은 인턴십 또는 견습 과정(3년 또는 4년 소요)을 수행하는 동안 학교에 다니거나 인턴십 또는 견습 기간(풀타임 학생으로 1년 또는 1년 반이 소요됨)을 거쳐 학교에 다닐 수 있다. 파트타임 학생으로 2년)
전일제 학생은 22명, 파트타임 학생은 67명이다. 전문 프로그램은 3년 동안 진행되며 공학, 간호, 컴퓨터 과학, 비즈니스, 관광 및 이와 유사한 분야의 직업을 위해 학생을 준비시킨다. 전문 프로그램에는 2명의 학생이 있다.
2000년 기준으로 카데나초에는 다른 지자체에서 온 308명의 학생이 있었고, 67명의 주민들은 지자체 이외의 학교에 다녔다.

## 교통

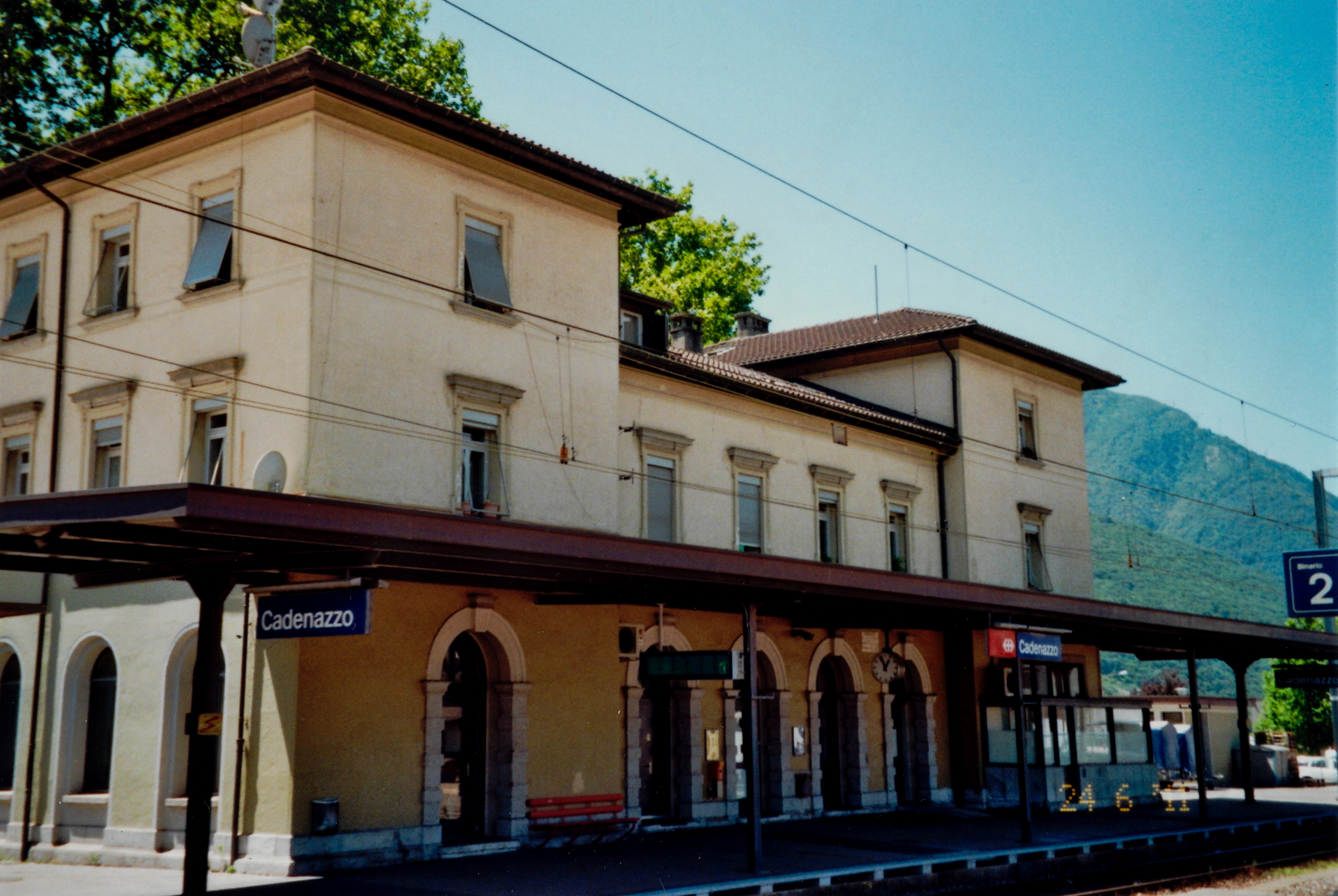
카데나초역

지자체에는 카데나초역이 있다. 카데나초-루이노 및 주비아스코-로카르노 노선에 위치하고 있으며, 로카르노, 카스티오네-아르베토, 비아스카, 루이노 및 갈라라테까지 정기적으로 운행한다.